# Marufo
Marufo (oder auch Mourisco Tinto) ist eine Rotweinsorte. Sie ist eine alte, autochthone Sorte aus dem Norden Portugals. 

## Verbreitung
Im Rebsortenspiegel Portugals nimmt die Sorte mit einer bestockten Fläche von 5.166 ha Rang 9 der roten Sorten ein. Die frühreifende Sorte ergibt hellrote Weine mit einem einfachen Charakter. In den portugiesischen Regionen Douro und Minho wird sie zumeist zu einfachen Tafelweinen verarbeitet findet aber auch in sehr geringem Umfang Eingang in den Portwein.

## Eigenschaften
Sie besitzt ausschließlich weibliche Blüten und ist somit nicht selbstfruchtend. Beim Weinbau hat dies den ökonomischen Nachteil, da eine zur gleichen Zeit blühende Befruchtersorte mit ausgepflanzt werden muss.
Siehe auch den Artikel Weinbau in Portugal.

## Synonyme
Synonyme: 40., Abrunhal, Barrete De Padre, Brujidera, Brujidero, Brujigero, Brujiguero, Colgadera, Crujideiro, Crujidera, Crujidero Di Spagna, Falso Mourisco, Lagrima Noir, Lamego, Lobo, Malvasia, Marouco, Marufa, Marufo Roxo, Marujo, Moravia Dulce, Morisco Tinto, Moroco, Mourico, Mourisca, Mourisco, Mourisco Du Douro, Mourisco Nos Vinhos Verdes, Mourisco Preto, Mourisco Roxo, Mourisco Tinto, Olho De Rei, Rucial, Tinta Amarela Grossa, Tinta Do Caramelo, Tinta Grossa, Trujidera, Trujidero, Uva De Rei, Uva Rei, Vigorosa, Tinto Martinho.